# 2014년 인도네시아 산사태
2014년 인도네시아 산사태는 2014년 12월 13일 인도네시아의 자와섬에서 일어난 산사태로 56명이 사망하고 52명이 실종했다.

## 같이 보기
- 산사태 목록